# Гранулярный синтез
Гранулярный синтез (англ. Granular synthesis) — последовательная генерация (синтез) звуковых гранул, где каждая «гранула» — это ультракороткая частица звука длиной в 10—100 миллисекунд. 

Он основан на том же принципе, что и сэмплинг, однако сэмплы разбиваются на небольшие фрагменты продолжительностью от 1 до 100 мс, которые и называются «гранулами». Несколько гранул могут быть наслоены друг на друга и могут воспроизводиться с разной скоростью, фазой, громкостью и частотой, среди прочих параметров. 
Звук получается в результате быстрого взаимодействия частоты повторения и частотных составляющих гранул, который далее может быть отфильтрован и сформирован огибающей методами вычитающего синтеза. Гранулярный синтез очень сложен в управлении и даёт совершенно неожиданные результаты.
При низких скоростях воспроизведения результатом является своего рода звуковой ландшафт, часто описываемый как облако, которым можно манипулировать способом, отличным от сэмплирования естественного звука или других методов синтеза. На высоких скоростях результат слышен как нота или ноты нового тембра. Изменяя форму волны, огибающую, продолжительность, пространственное положение и плотность зерен, можно воспроизвести множество различных звуков.
Оба метода использовались в музыкальных целях: в качестве звуковых эффектов, исходного материала для дальнейшей обработки другими эффектами синтеза или цифровой обработки сигналов или же как самостоятельные музыкальные произведения. Обычные эффекты, которые могут быть достигнуты, включают амплитудную модуляцию и растяжение по времени (time stretching). В более экспериментальном плане возможны стереофоническое или многоканальное рассеяние, случайное переупорядочивание, дезинтеграция и трансформация.
Теория гранулярного синтеза была разработана Денешем Габором (1900—1979), лауреатом Нобелевской премии по физике 1971 года.
Одним из первых реализаций гранулярного синтеза была в программе Ross Bencina AudioMulch (см. AudioMulch) в виде эффекта, а уже потом появилась в виде синтезатора в программе Reason. 
Из наиболее известных программных инструментов, применяющих гранулярный синтез, можно назвать Аbsynth, а из эффектов — Glitch. 

В аппаратном решении гранулярный синтез можно встретить в рабочей станции Kyma, а также в приборах обработки звука Eventide.
Гранулами часто управляет клеточный автомат, который производит псевдослучайные последовательности.